# ميتش نورتون
ميتش نورتون (بالإنجليزية: Mitch Norton) مواليد 1 أبريل 1993 في تاونسفيل، هو لاعب كرة سلة أسترالي. بدأ مسيرته الاحترافية في سنة 2011. يلعب مع ساوثلاند شاركز في الدوري النيوزيلندي لكرة السلة كلاعب هجوم خلفي. يحمل الرقم 10.

## المسيرة الاحترافية
لعب مع تاونسفيل كروكودايلز في الدوري الأسترالي من سنة 2011 إلى 2016، ثم لعب مع ساوثلاند شاركز في سنة 2016، ثم لعب مع إلوارا هوكز في الدوري الأسترالي في سنة 2016.

## روابط خارجية
- ميتش نورتون على موقع الاتحاد الدولي لكرة السلة (الإنجليزية)
- ميتش نورتون على موقع كرة السلة الأوروبية.كوم (الإنجليزية)
- ميتش نورتون على موقع ريلجم (الإنجليزية)
- ميتش نورتون على موقع بروبوليرز (الإنجليزية)
- ميتش نورتون على موقع سبورتس رفرنس (الإنجليزية)